# Régiment de Lautrec cavalerie
Pour les articles homonymes, voir régiment de Vienne, régiment de Durfort, régiment de Fleury et régiment de Lautrec.
Le régiment de Lautrec cavalerie est un régiment de cavalerie du royaume de France créé en 1673.

## Création et différentes dénominations
- août 1673 : création du régiment de Vaubrun cavalerie
- 1675 : renommé régiment de Montbas cavalerie
- 1678 : réformé
- 15 janvier 1684 : rétablissement du régiment de Montbas cavalerie
- 1694 : renommé régiment de Vienne cavalerie
- 14 septembre 1705 : renommé régiment de Germinon cavalerie
- 6 octobre 1723 : renommé régiment de Lorges cavalerie[note 1]
- 1728 : renommé régiment de Durfort cavalerie[note 1]
- 1733 : renommé régiment de Randan cavalerie[note 1]
- 21 février 1740 : renommé régiment de Fouquet cavalerie
- 31 janvier 1749 : renommé régiment de Fleury cavalerie
- 1761 : renommé régiment de Lautrec cavalerie
- 1er décembre 1761 : réformé par incorporation au régiment de Condé cavalerie

## Équipement

### Étendards
4 étendards de « ſoye rouge, Soleil d’or au milieu brodé, & frangez d’or ».

Étendards
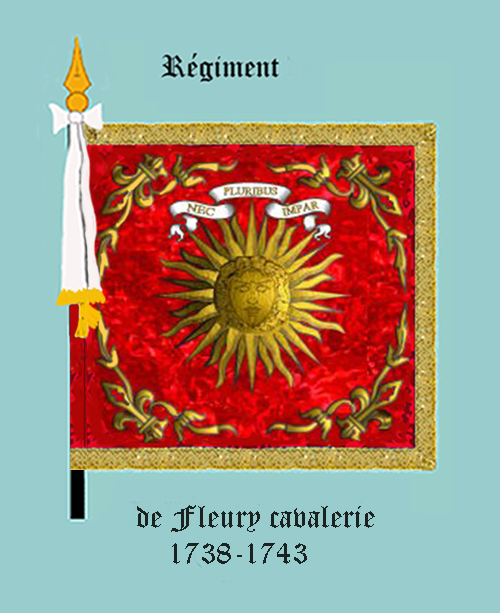
régiment de Fleury cavalerie, avers

### Habillement

Uniformes
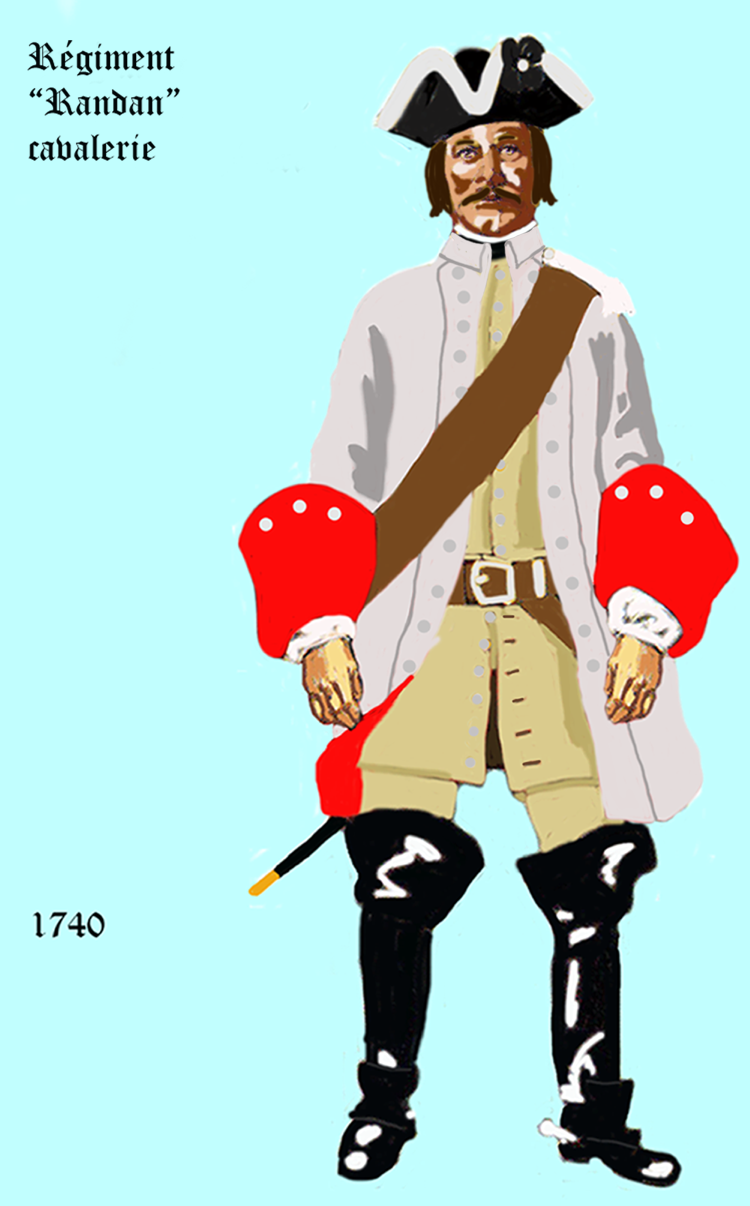
de 1740 à 1757
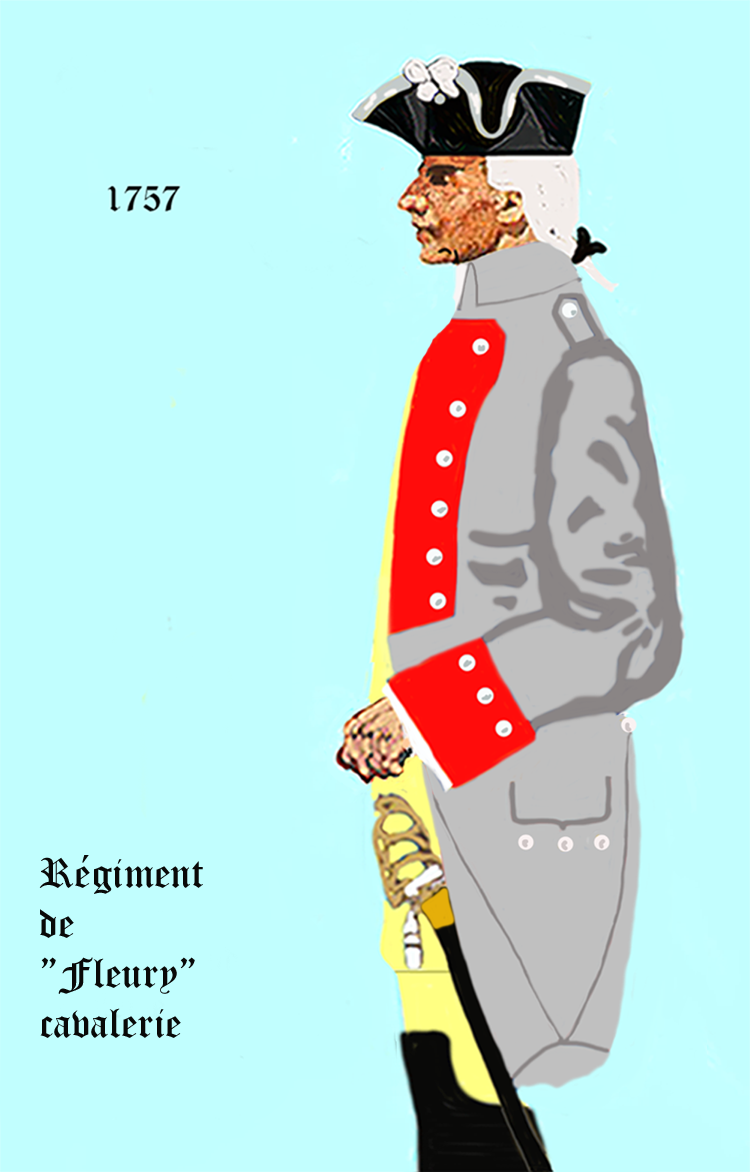
de 1757 à 1761

## Historique

### Mestres de camp
- août 1673 : Nicolas Bautru de Nogent, comte de Vaubrun, lieutenant général des armées du roi le 13 février 1674, † 1er août 1675
- 1675 : Jean François de Barton, baron de Montbas, né le 28 août 1635, brigadier de cavalerie en mars 1690[2]
- 28 avril 1693 : François Montbas, petit-neveu du précédent, † 4 octobre 1693[2]
- 30 octobre 1693 : Montbas, frère du précédent, † 8 février 1694[2]
- 1694 : comte de Vienne
- 14 septembre 1705 : Charles Théodore Desforges de Germinon, brigadier le 1er février 1719, maréchal de camp le 20 février 1734, † 9 avril 1736
- 6 octobre 1723[3] : Guy Michel de Durfort de Lorges, comte de Lorges puis duc de Quintin et appelé duc de Durfort en juillet 1728 puis duc de Randan, brigadier le 1er août 1734, maréchal de camp le 1er janvier 1740, lieutenant général des armées du roi le 1er mai 1745, † 6 juin 1773
- 21 février 1740 : René François Fouquet de la Bouchefolière, comte de Fouquet, brigadier le 20 mars 1747, déclaré maréchal de camp en février 1749 par brevet expédié le 10 mai 1748, lieutenant général des armées du roi le 25 juillet 1762
- 31 janvier 1749 : Jean André Hercule de Rosset de Ceilhes, chevalier puis commandeur de Fleury, brigadier le 10 mai 1748, brigadier de cavalerie le 31 janvier 1749, maréchal de camp le 20 février 1761
- 1761 : comte de Lautrec

### Campagnes et batailles
- Guerre de Succession d'Espagne

15 novembre 1703: bataille de Spire

### Quartiers
- Moulins[1]